# Titus Livius
Titus Livius (n. 59 î.Hr., Padova, Italia – d. 17 d.Hr., Padova, Italia) a fost un istoric roman, autor al unei monumentale istorii a Romei, Ab urbe condita (De la fondarea Romei).

## Biografie
Se știu puține lucruri despre viața lui Titus Livius. Numele său de familie nu este cunoscut. S-a născut și a murit la Patavium (azi, Padova), în nordul Italiei. Nu se știe nimic despre părinții lui. La vârsta de aproximativ 30 de ani, după seria de războaie civile, se stabilește în Roma, unde a petrecut cea mai mare parte a vieții. În capitala Imperiului își face o solidă cultură. Împăratul roman Octavianus Augustus i-a încredințat educarea nepotului său, viitorul împărat Claudius. Spre deosebire de alți istorici romani, cum a fost Gaius Cornelius Tacitus, Titus Livius nu a avut funcții politice sau militare. Către sfârșitul vieții se întoarce la Patavium, unde a murit probabil în jurul anului 17 d.Hr.
Singura sa operă, Ab urbe condita, în 142 de cărți, tratează istoria romană, de la întemeierea Romei (conform legendei în anul 753 î.Hr.), până la moartea generalului Drusus în campania din Germania (9 î.Hr.). Din ea s-au păstrat numai 35 de cărți, cărțile 1-10 (cuprinzând perioada 753 î.Hr. - 293 î.Hr.) și 21-45 (218 î.Hr. - 167 î.Hr.), circa un sfert din numărul inițial, restul fiind cunoscut din rezumatul cărților 46 - 142 (periochae) alcătuit în secolul IV. Primele cărți au fost publicate începând cu anul 26 î.Hr., ultimele probabil după 14 d.Hr.

## Operă
Titus Livius a scris cea mai mare parte din opera sa în timpul domniei lui Augustus, când Imperiul Roman domina întregul spațiu mediteranean și trecea printr-o perioadă de înflorire culturală și de prosperitate economică. Totuși, simpatia sa se îndreaptă spre epoca inițială a Republicii Romane. Descrierile sale, care - în parte - transfigurează și idealizează istoria timpurie a Romei, au tendința de a demonstra că Roma, chiar în timpurile începuturilor sale modeste, se bucura de aceeași glorie și măreție ca sub domnia lui Augustus. În ceea ce privește izvoarele de informație, Titus Livius a folosit materialul găsit în cronicile deja existente, fără a verifica autenticitatea faptelor relatate și fără a întreprinde un studiu critic al documentelor istorice. El acorda, mai ales, prețuire valorii literare și interesului provocat de povestirea unui eveniment, indiferent dacă era veridic sau nu. Astfel relatările impresionante ale unor bătălii sau dezbateri politice, în stil direct, ca în întreaga istoriografie a antichității, sunt pline de vioiciune și dramatism.
Ab urbe condita, alături de creațiile lui Vergiliu și Horațiu, devine un suport ideologic al politicii reformatoare a lui Augustus.
În această „Istorie a Romei” se găsește și cea mai veche istorie ipotetică cunoscută: într-una din cărți, Titus Livius își imaginează cum ar fi fost lumea, dacă Alexandru cel Mare ar fi cucerit vestul și nu estul Greciei.